# Copiapó
Copiapó là một thành phố ở Chile. Thành phố toạ lạc tại miền bắc Chile, cự ly khoảng 40 dặm về phía đông của thị trấn ven biển Caldera. Được thành lập ngày 8 tháng 12 năm 1744, nó là thủ phủ của tỉnh và vùng Atacama Copiapo.
Copiapo có cự ly khoảng 800 km về phía bắc Santiago theo sông Copiapo, trong thung lũng cùng tên. Trong những năm gần đây, dòng sông đã cạn kiệt do hoạt động khai thác khoáng sản và nông nghiệp trong khu vực. Thành phố được bao quanh bởi sa mạc Atacama và có lượng mưa nhỏ (12 mm / năm). Dân số của Copiapo là 9.128 vào năm 1903, 11.617 vào năm 1907 và, năm 2002, dân số là có 129.091 dân.
Copiapo là trong một khu vực mỏ bạc và đồng phong phú.

## Khí hậu
| Dữ liệu khí hậu của Copiapo               | Dữ liệu khí hậu của Copiapo | Dữ liệu khí hậu của Copiapo | Dữ liệu khí hậu của Copiapo | Dữ liệu khí hậu của Copiapo | Dữ liệu khí hậu của Copiapo | Dữ liệu khí hậu của Copiapo | Dữ liệu khí hậu của Copiapo | Dữ liệu khí hậu của Copiapo | Dữ liệu khí hậu của Copiapo | Dữ liệu khí hậu của Copiapo | Dữ liệu khí hậu của Copiapo | Dữ liệu khí hậu của Copiapo | Dữ liệu khí hậu của Copiapo |
| Tháng                                     | 1                           | 2                           | 3                           | 4                           | 5                           | 6                           | 7                           | 8                           | 9                           | 10                          | 11                          | 12                          | Năm                         |
| ----------------------------------------- | --------------------------- | --------------------------- | --------------------------- | --------------------------- | --------------------------- | --------------------------- | --------------------------- | --------------------------- | --------------------------- | --------------------------- | --------------------------- | --------------------------- | --------------------------- |
| Cao kỉ lục °C (°F)                        | 33.8 (92.8)                 | 31.6 (88.9)                 | 32.4 (90.3)                 | 31.8 (89.2)                 | 31.4 (88.5)                 | 33.4 (92.1)                 | 32.8 (91.0)                 | 34.0 (93.2)                 | 32.7 (90.9)                 | 32.4 (90.3)                 | 32.2 (90.0)                 | 31.4 (88.5)                 | 34.0 (93.2)                 |
| Trung bình ngày tối đa °C (°F)            | 27.5 (81.5)                 | 27.5 (81.5)                 | 26.1 (79.0)                 | 23.5 (74.3)                 | 21.3 (70.3)                 | 19.6 (67.3)                 | 19.3 (66.7)                 | 20.3 (68.5)                 | 21.8 (71.2)                 | 23.3 (73.9)                 | 24.7 (76.5)                 | 26.4 (79.5)                 | 23.4 (74.1)                 |
| Trung bình ngày °C (°F)                   | 22.2 (72.0)                 | 22.0 (71.6)                 | 20.6 (69.1)                 | 18.2 (64.8)                 | 16.1 (61.0)                 | 14.5 (58.1)                 | 14.0 (57.2)                 | 14.9 (58.8)                 | 16.3 (61.3)                 | 17.7 (63.9)                 | 19.1 (66.4)                 | 21.0 (69.8)                 | 18.0 (64.4)                 |
| Tối thiểu trung bình ngày °C (°F)         | 15.5 (59.9)                 | 14.9 (58.8)                 | 14.0 (57.2)                 | 11.9 (53.4)                 | 9.6 (49.3)                  | 7.8 (46.0)                  | 7.3 (45.1)                  | 8.2 (46.8)                  | 9.5 (49.1)                  | 10.8 (51.4)                 | 12.5 (54.5)                 | 14.3 (57.7)                 | 11.3 (52.3)                 |
| Thấp kỉ lục °C (°F)                       | 7.0 (44.6)                  | 2.5 (36.5)                  | 1.4 (34.5)                  | 3.4 (38.1)                  | 0.4 (32.7)                  | −0.6 (30.9)                 | −2.0 (28.4)                 | −0.6 (30.9)                 | 0.8 (33.4)                  | 0.6 (33.1)                  | 1.5 (34.7)                  | 2.4 (36.3)                  | −2.0 (28.4)                 |
| Lượng Giáng thủy trung bình mm (inches)   | 0.0 (0.0)                   | 0.1 (0.00)                  | 1.2 (0.05)                  | 1.0 (0.04)                  | 1.5 (0.06)                  | 5.6 (0.22)                  | 5.6 (0.22)                  | 3.4 (0.13)                  | 0.3 (0.01)                  | 0.1 (0.00)                  | 0.0 (0.0)                   | 0.0 (0.0)                   | 18.8 (0.74)                 |
| Số ngày giáng thủy trung bình             | 0.0                         | 0.0                         | 0.2                         | 0.2                         | 0.5                         | 0.8                         | 0.6                         | 0.4                         | 0.3                         | 0.1                         | 0.1                         | 0.0                         | 3.2                         |
| Độ ẩm tương đối trung bình (%)            | 60                          | 61                          | 63                          | 66                          | 67                          | 66                          | 65                          | 65                          | 63                          | 61                          | 60                          | 59                          | 63                          |
| Số giờ nắng trung bình tháng              | 294.5                       | 259.9                       | 263.5                       | 201.0                       | 198.4                       | 192.0                       | 217.0                       | 220.1                       | 237.0                       | 269.7                       | 276.0                       | 291.4                       | 2.920,5                     |
| Số giờ nắng trung bình ngày               | 9.5                         | 9.2                         | 8.5                         | 6.7                         | 6.4                         | 6.4                         | 7.0                         | 7.1                         | 7.9                         | 8.7                         | 9.2                         | 9.4                         | 8.0                         |
| Nguồn 1: Dirección Meteorológica de Chile |                             |                             |                             |                             |                             |                             |                             |                             |                             |                             |                             |                             |                             |
| Nguồn 2: Universidad de Chile (nắng)      |                             |                             |                             |                             |                             |                             |                             |                             |                             |                             |                             |                             |                             |